# Лорето (Империја)
Лорето је насеље у Италији у округу Империја, региону Лигурија.
Према процени из 2011. у насељу је живело 3 становника. Насеље се налази на надморској висини од 633 м.